# Imadoki!
Imadoki! (イマドキ!, lit.  "Hoje em Dia") é um mangá de apenas 5 volumes da mangaká Yuu Watase que foi lançado no Japão entre 2000 e 2001.

## História
Tanpopo Yamazaki é uma garota particularmente normal que morava em Hokkaido, mas decide se mudar para Tokyo e estudar na Meio Academy, uma escola para garotos e garotas ricas.
Ela fica em primeiro lugar no teste classificatório e conquista a vaga especial, uma vaga com bolsa integral, para uma pessoa que não tem condições de pagar o Colégio.
Um dia antes das aulas começarem, Tanpopo excitada resolve dar uma olhada no Colégio, lá ela encontra  um jovem rapaz plantando uma semente (Tanpopo).
No dia seguinte, primeiro dia de aulas, ela não só se impressiona com as pessoas e a modernidade do colégio como também descobre que está na mesma sala do rapaz a qual tinha encontrado no dia anterior. Seu nome era Kugyou Kouki e ele é o filho do Diretor do Colégio Meio Academy. Ele a ignora.
Os outros estudantes então descobrem que ela é pobre e começam a torturá-la. Gritam pelos coredores, jogam lixo em sua carteira, jogam ovos e muitas outras coisas nela. Revoltada com a situação ela começa a querer mudar a hierarquia social dentro do Colégio e assim cria um Cuble de Jardinagem. Logo Tanpopo começa a fazer algumas boas amizades, algumas sinceras, outras não.

## Personagens
Tanpopo Yamazaki - Tampopo é a personagem principal deste mangá e é muito determinada e extrovertida. Não tem medo de mostrar o que sente e insiste muito para conseguir a amizade de Kouki. Seus pais morreram em um acidente de carro em que ela ficou presa também, por isso Tanpopo tem claustrofobia. Tem uma raposa chamada Poplar que é sua única companheira em Tokyo, pois seus avós vivem em Hokkaido. Sua vida escolar se torna muito difícil e ela encontra vários obstáculos e pessoas  preconceituosas para superar, mas com coragem, sua determinação e um pequena ajuda de Kouki, a qual é claro, ela se apaixona, ela consegue superar todos.
Poplar - Poplar é a raposa de Tanpopo, um dia ela e seus amigos de infância encontraram uma mãe raposa com 3 filhotes, infelizmente a raposa morreu e cada um dos amigos ficou com um dos filhotes. Poplar é a maior companhia de Tanpopo e sempre tenta conforta-la.
Kouki Kugyou - Kouki é o filho do Diretor do Colégio Meio Academy, e o rapaz mais rico do colégio. Ele é muito sério e segue fielmente todas as regras e padrões do colégio. Kouki tem um irmão mais velho chamado Youji Kugyou a qual era noivo de Erika Yanahara. Youji foge de casa e cabe então a Kouki assumir o compromisso do noivado pelo bem da Família.
Ele entra para o Clube de Jardinagem de Tanpopo, pois ele adora jardinagem e flores. Nos momentos em que está no Clube ele muda de uma pessoa fria e insensível para alguém totalmente diferente.
Youji Kugyou - Youji é um espírito livre, por isso foge de casa deixando todas as tradições e responsabilidades para trás para seguir seu sonho e se tornar um fotógrafo. Acaba encontrando Tanpopo em Hokkaido e eles saem juntos por algum tempo. Depois de muita confusão, ele volta para casa junto de Kouki e se torna um grande amigo de Tanpopo.
Erika Yanahara - Erika era prometida para se casar com Youji, mas ele foge e a responsabilidade recai sobre Kouki. Ela ama Kouki tanto quanto amou Youji, mas seu interesse está mais na herança e bens da Família do que em amor mesmo.
Aoi Kyougoku - Aoi é um gênio com computadores e tem uma personalidade muito calculista. No começo ele tenta brincar com Tanpopo e Kouki os prendendo no elevador da escola, mas depois se torna muito amigo deles e também entra para o Clube de Jardinagem. Sua mãe é arquiteta e foi ela quem projetou o Colégio Meiou.
Tsukiko Saionji - Tsukiko se torna a primeira amiga de Tanpopo, mesmo que tenha sido com segunda intenções. Ela tem interesse em se casar com Kouki e apoderar-se dos bens de sua família. Mas não consegue prender a atenção de Kouki e posteriormente acaba tendo compaixão por Tanpopo e tornando-se sua amiga de verdade.
Arisa Uchimura - Arisa não é uma estudante muito boa e dorme a maioia do tempo. Sua pele é muito branca o que rende a ela vários apelidos.
Ogata - É a mais poderosa e rica estudante do Colégio Meiou, e nutre grandes ciúmes de Kouki devido à riqueza e status das famílias.